# L'Europe littéraire
L'Europe littéraire était une revue hebdomadaire française créée en 1833. Elle avait pour but de faire connaître aussi bien les écrivains et artistes français qu'allemand, russes, espagnols, italiens etc. On y traitait beaux-arts, aussi bien que littérature. Ainsi les premiers numéros offraient « Le tableau complet de la peinture en France, par M. Louis de Maynard ; l’Etat de la littérature en Allemagne, par M. Heine, et des Littératures orientales, par M. David. Ces deux derniers comptes rendus seront complétés au commencement du second trimestre, ainsi que ceux de la Littérature espagnole, par M. Juan Floran ; de la Musique en France, par M. Fétis, et de la Philosophie italienne, par M. Mamiani della Rovère. Seront également publiés dans le second trimestre de l’Europe littéraire : le Tableau de la littérature russe, par M. le comte Tolstoï ».
Selon l'annonce de juin 1833 : « Des traités ont été faits avec MM. Scribe, Balzac, Charles Nodier, Eugène Sue, Léon Gozlan, qui se sont engagés à travailler exclusivement pour l’Europe littéraire ».
Parmi les rédacteurs, on compte aussi Jean-Gabriel Capot de Feuillide.
En septembre 1833, Honoré de Balzac y publia Eugénie Grandet sous le titre Eugénie Grandet, histoire de province.